# ضفدع الشجر
ضفدع الشجر أو علجوم شجري (الاسم العلمي: Hyla)، جنس ضفادع من فصيلة الشرغوفيات. كان جنس يضم أكثر من 300 نوع توجد في أوروبا وآسيا وأفريقيا وعبر الأمريكتين. بعد مراجعة رئيسية للفصيلة، تم نقل معظم هذه الأنواع إلى أجناس أخرى بحيث لا تحتوي ضفدع الشجر الآن إلا على 17 نوعًا حيًا (موجودًا) في أوروبا وشمال إفريقيا وآسيا. إن أول عضو أحفوري معروف في هذا الجنس هو yl Hyla swanstoni من العصر الإيوسيني في ساسكاتشوان، كندا، ولكن تعيينهُ إلى ضفدع الشجر حدث قبل المراجعة الرئيسية، مما يعني أن تصنيفها يحتاج إلى تأكيد.